# Сенокос (Врапчиште)
Сенокос (мкд. Сенокос) је насеље у Северној Македонији, у северозападном делу државе. Сенокос припада општини Врапчиште.

## Географија
Насеље Сенокос је смештено у северозападном делу Северне Македоније. Од најближег већег града, Гостивара 12 km северно.
Сенокос се налази у горњем делу историјске области Полог. Насеље је положено на западном ободу Полошког поља. Источно од насеља пружа се поље, а западно се издиже Шар-планина. Надморска висина насеља је приближно 560 метара.
Клима у насељу је умерено континентална.

## Становништво
Сенокос је према последњем попису из 2002. године имао 1.634 становника.
Претежно становништво у насељу су Албанци (98%).
Већинска вероисповест је ислам.